# Zielone bakterie siarkowe
Zielone bakterie siarkowe – ściśle beztlenowe fotoautotroficzne bakterie, które wykorzystują zredukowane związki siarkowe jako źródło elektronów, używają odwrotnego cyklu Krebsa do wiązania węgla oraz korzystają z barwników fotosyntetycznych zlokalizowanych w błonie cytoplazmatycznej i charakterystycznych strukturach – chlorosomach.
Termin zielone bakterie siarkowe odnosi się do rzędu Chlorobiales, a także jedynej rodziny w tym rzędzie – Chlorobiaceae. W przeszłości grupa ta klasyfikowana była także w randze typu Chlorobi.
W  rodzinie Chlorobiaceae wyróżnia się rodzaje: Chlorobium, Chlorobaculum, Prosthecochloris i Chloroherpeton. Rodzajem typowym dla tej rodziny jest Chlorobium, a w jego obrębie gatunkiem typowym jest Chlorobium limicola.
Są to Gram-ujemne bakterie o różnym kształcie – sferycznym, jajowatym, pałeczkowatym, prostym lub zakrzywionym. Większość rozmnaża się przez podział prosty, jest nieruchliwa i potrzebuje do wzrostu witaminy B12.

## Metabolizm
Zielone bakterie siarkowe są obligatoryjnie fototroficzne, należą do wyspecjalizowanych fotolitoautotrofów.
Zielone bakterie siarkowe zawierają takie barwniki fotosyntetyczne jak bakteriochlorofil c, d, e, które występują w charakterystycznych kompleksach antenowych zwanych chlorosomami. Rozmiar tych kompleksów jest znacznie większy niż u innych fotosyntetyzujących organizmów. Każdy chlorosom zawiera od 50 000 do nawet 250 000 cząsteczek bakteriochlorofilu. Obecność bakteriochlorofilu c, d, lub e oraz tworzenie chlorosomów są cechami charakterystycznymi dla grupy bakterii zielonych. Z tej grupy najbardziej rozpowszechnione są właśnie zielone bakterie siarkowe.
Zawierają one poza tym pewne mniejsze ilości chlorofilu a i bakteriochlorofilu a, które to są związane z przenoszeniem energii z chlorosomu do centrum reakcji. Bierze w tym udział unikalne białko Fenna–Matthews–Olson. Obecność tych wszystkich barwników fotosyntetycznych sprawia, że barwa bakterii jest na ogół zielona, jednak przy obecności karotenoidów może jawić się jako brązowa.
Ze względu na rodzaj kompleksów wrażliwych na światło używanych w fotosyntezie można generalnie wyróżnić fotosystem I (PS I) i fotosystem II (PS II). Zielone bakterie siarkowe, podobnie jak heliobakterie, wykorzystują wyłącznie fotosystem I. Dla porównania zielone bakterie niesiarkowe, podobnie jak bakterie purpurowe (siarkowe i niesiarkowe), mają wyłącznie fotosystem II. Wszystkie te organizmy przeprowadzają fotosyntezę anoksygeniczną. Natomiast z obu fotosystemów korzystają organizmy przeprowadzające fotosyntezę oksygeniczną (wytwarzającą tlen) takie jak sinice czy rośliny (w chloroplastach).   
Zielone bakterie siarkowe absorbują światło o większej długości fal w porównaniu do bakterii purpurowych.
Jako źródło elektronów wykorzystują zredukowane związki siarki takie jak siarczki i siarka elementarna, ale mogą korzystać także z tiosiarczanów, wodoru i żelaza na II stopniu utlenienia. Przy wykorzystywaniu siarczków, utleniają je do siarki elementarnej i wydalają przejściowo poza komórkę. Ostatecznym produktem utleniania są siarczany. Metabolizując H
2S, neutralizują tego typu odory w środowisku.

## Ekologia
Zielone bakterie siarkowe występują głównie w środowisku wodnym, przeprowadzają fotosyntezę w warunkach beztlenowych. Ich chlorosomy są bardzo wydajnymi receptorami światła, dzięki czemu mogą przeprowadzać fotosyntezę nawet w warunkach bardzo niskiej intensywności światła. Żyją na ogół w środowiskach bogatych w związki siarkowe – w porównaniu do purpurowych bakterii siarkowych są odporne na wyższe stężenia jonów siarczkowych, ale bardziej wrażliwe nawet na niskie stężenia tlenu. Często występują razem z nimi – zielone bakterie siarkowe występują jako osobna warstwa pod warstwą purpurowych bakterii siarkowych, a ich formy o barwie brązowej występują głębiej niż formy o barwie zielonej.
Są spotykane we wszystkich rodzajach wód stojących, jeziorach meromiktycznych, wodach brachicznych, a także osadach morskich. 